# Edward Henry Potthast

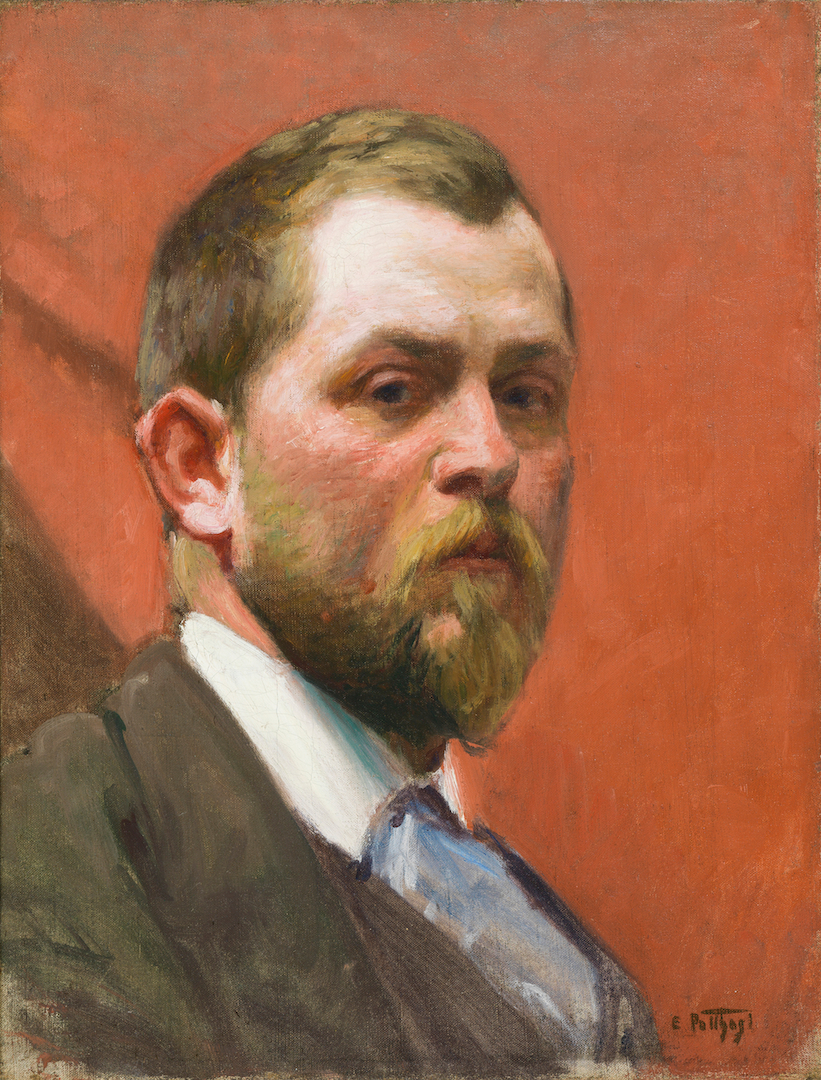
Edward Potthast, zelfportret

Edward Henry Potthast (Cincinnati, 10 juni 1857 - New York, 9 maart 1927) was een Amerikaans kunstschilder. Hij werkte in een impressionistische stijl en werd vooral bekend om zijn strandgezichten.

## Leven en werk
Potthast kreeg zijn eerste opleiding van 1879 tot 1881 aan de McMicken School of Design in Cincinnati, waar hij les kreeg van Thomas Satterwhite Noble. Daarna ging hij naar Europa en studeerde aan de Academie voor Schone Kunsten te München. Na een korte terugkeer naar Amerika ging hij in 1886 naar Parijs en trad daar in de leer bij Fernand Cormon. In 1895 keerde hij terug naar New York en zou daar vervolgens blijven wonen tot aan zijn dood in 1927. Hij bleef ongehuwd.
Potthast werkte in een impressionistische stijl. In de enigszins ingetogen kleuren die hij evenwel sterk laat contrasteren, vaak met felle accenten, kan tevens de invloed van de Münchense school worden herkend. Vanaf zijn terugkeer naar New York in 1896 schilderde hij hoofdzakelijk strandscènes, en plein air, vaak op Long Island en aan de kust van New England. Ook maakte hij een diverse landschappen, onder andere in Central Park. Veel van zijn werk is geschilderd in het volle zonlicht, hetgeen zijn werk een levenslustige uitstraling geeft.
Potthast werkte in het begin van zijn loopbaan ook vaak als lithograaf om aan de kost te komen, en later als tijdschriftillustrator. Hij exposeerde regelmatig bij de National Academy of Design, de Society of American Artists en de Salmagundi Club, en won diverse prijzen. Zijn werk is tegenwoordig te zien in tal van grote Amerikaanse musea, waaronder het Museum of Fine Arts, Boston, het Brooklyn Museum en Metropolitan Museum of Art in New York, het Art Institute of Chicago, het Cincinnati Art Museum en de Pennsylvania Academy of the Fine Arts in Philadelphia.

## Galerij

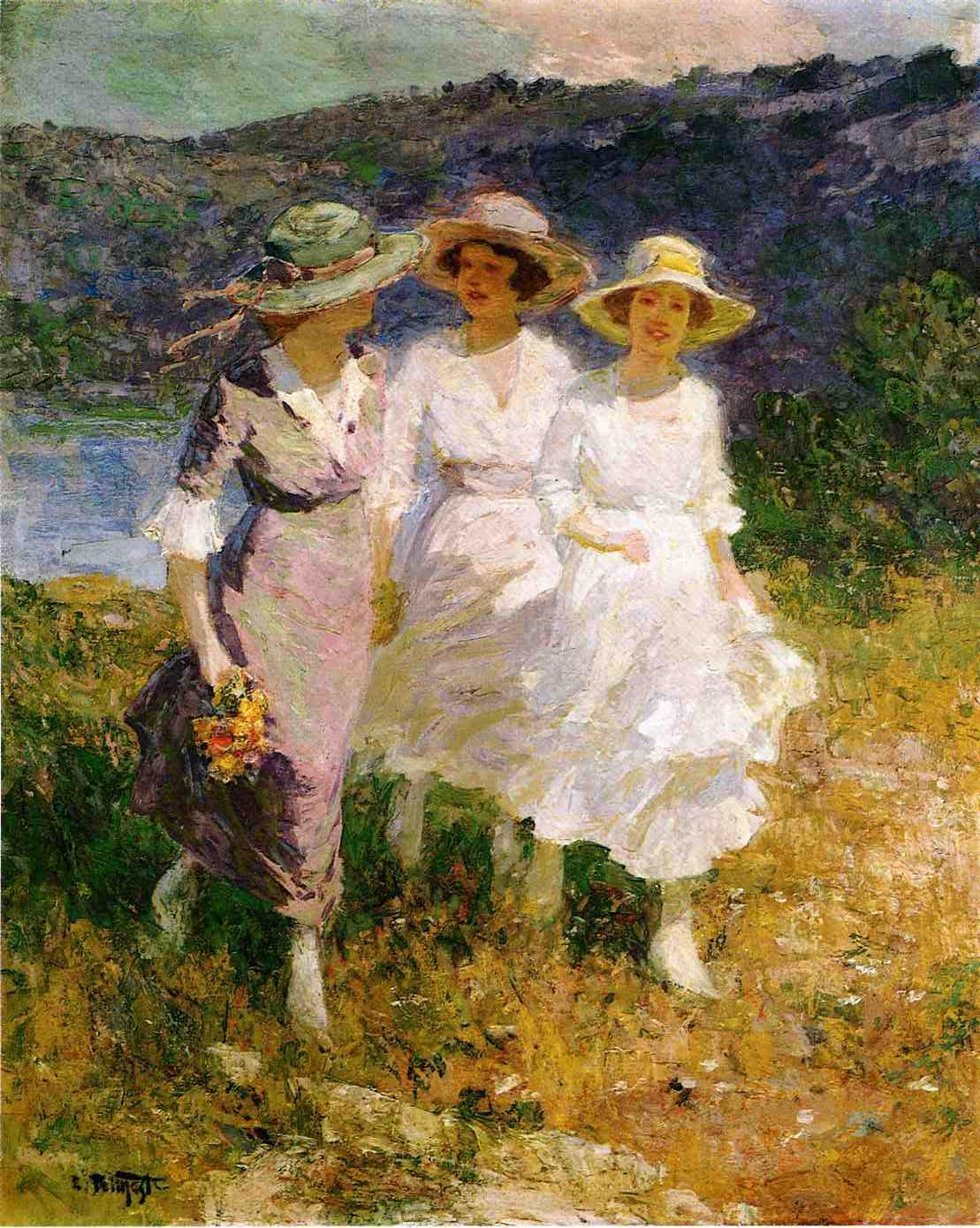
Walking in the hills
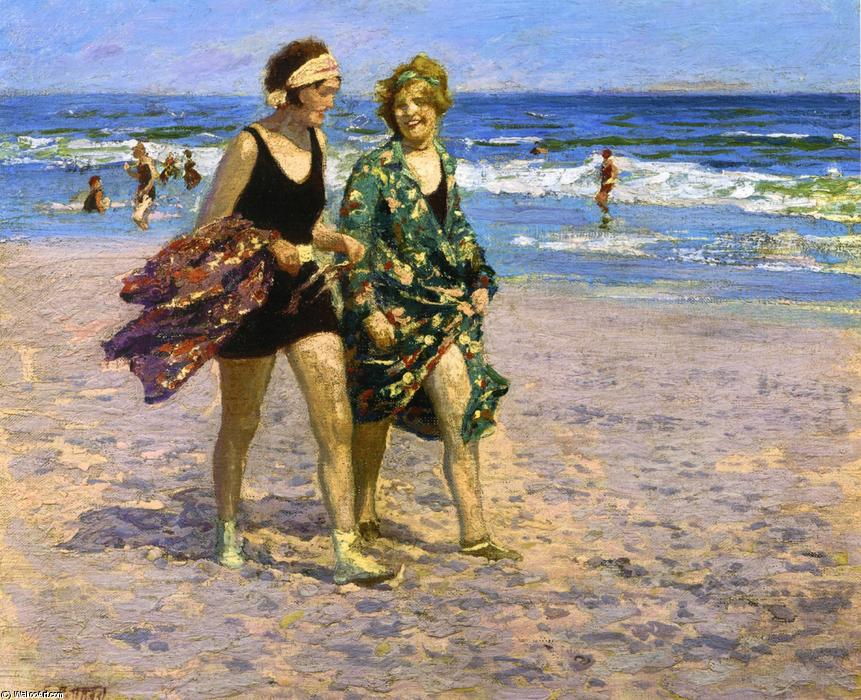
Blonde and brunette
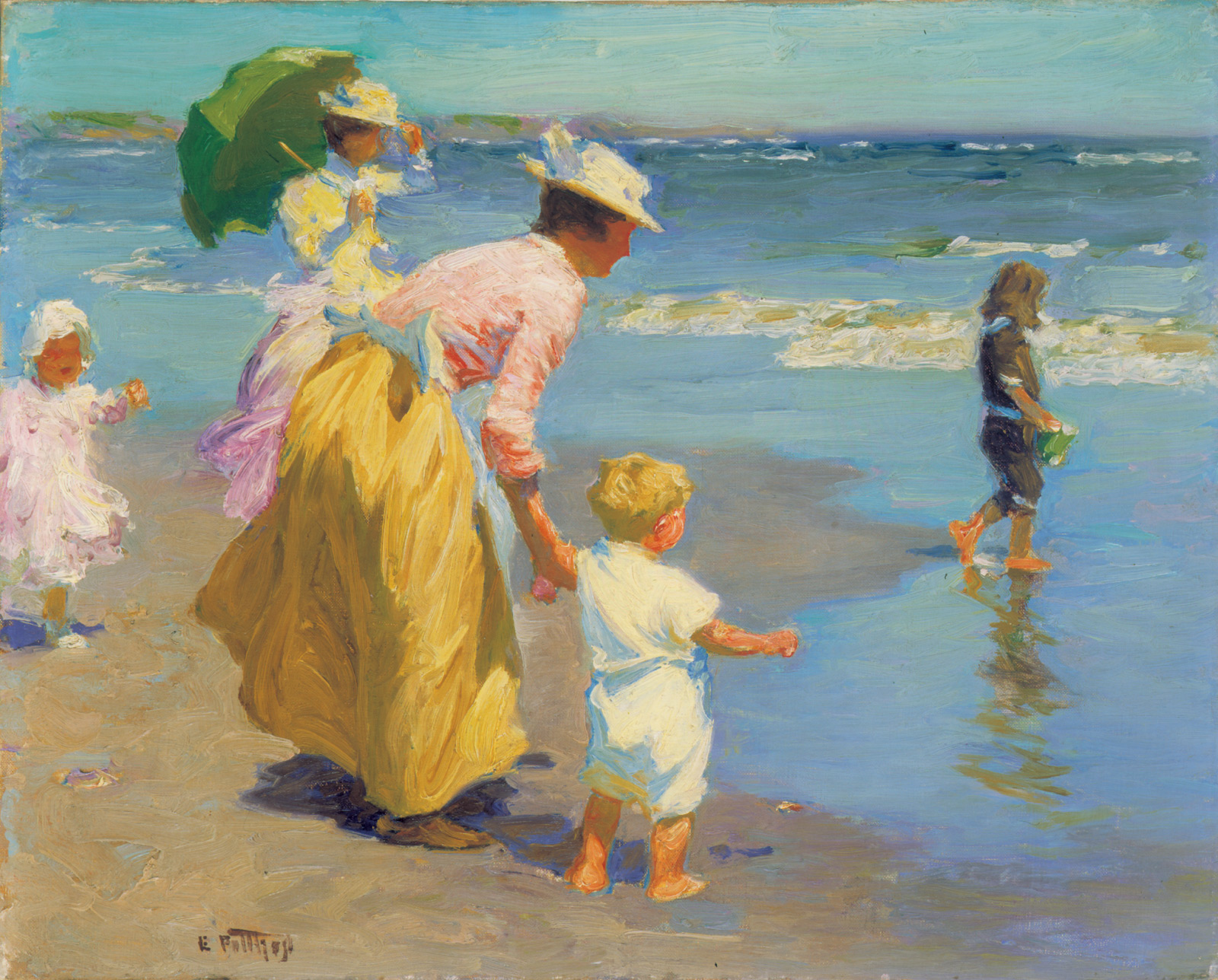
On the beach
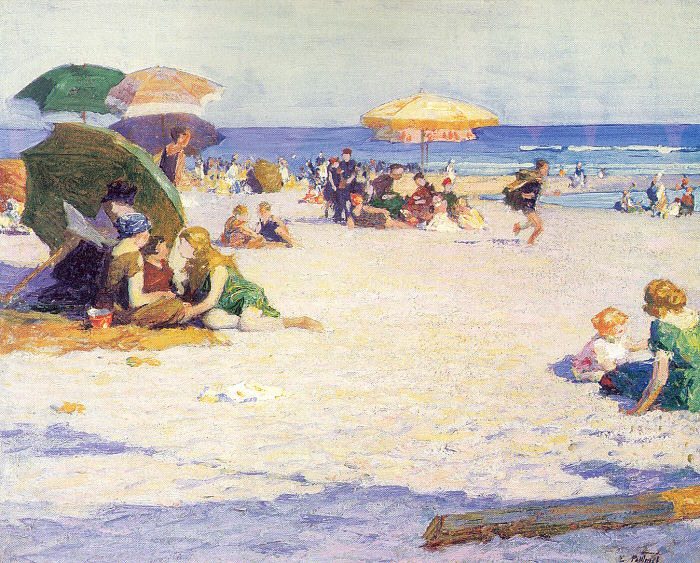
Longbeach
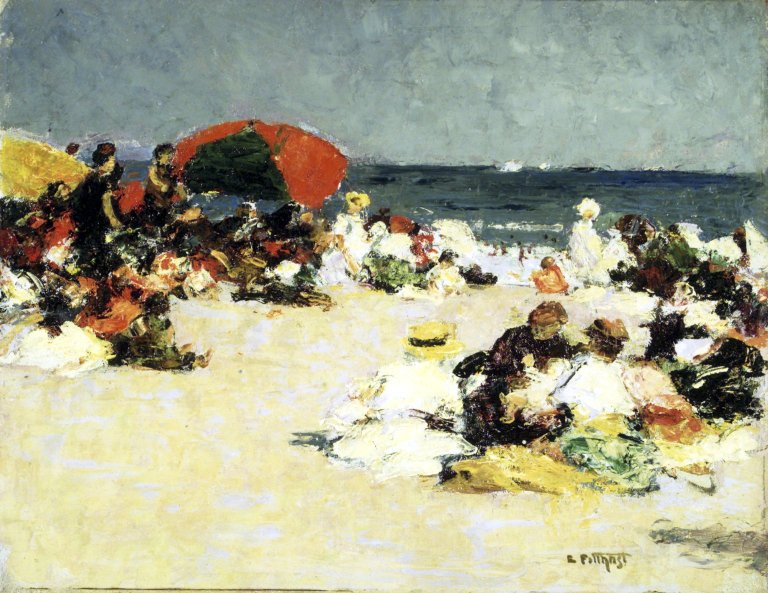
On the Beach
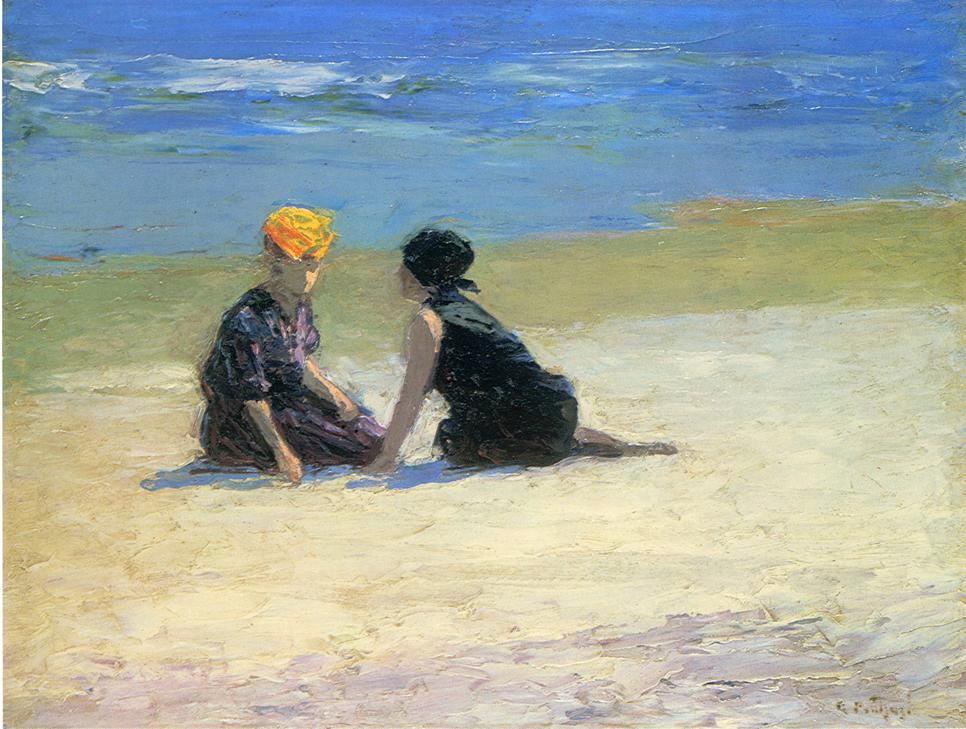
Confidences
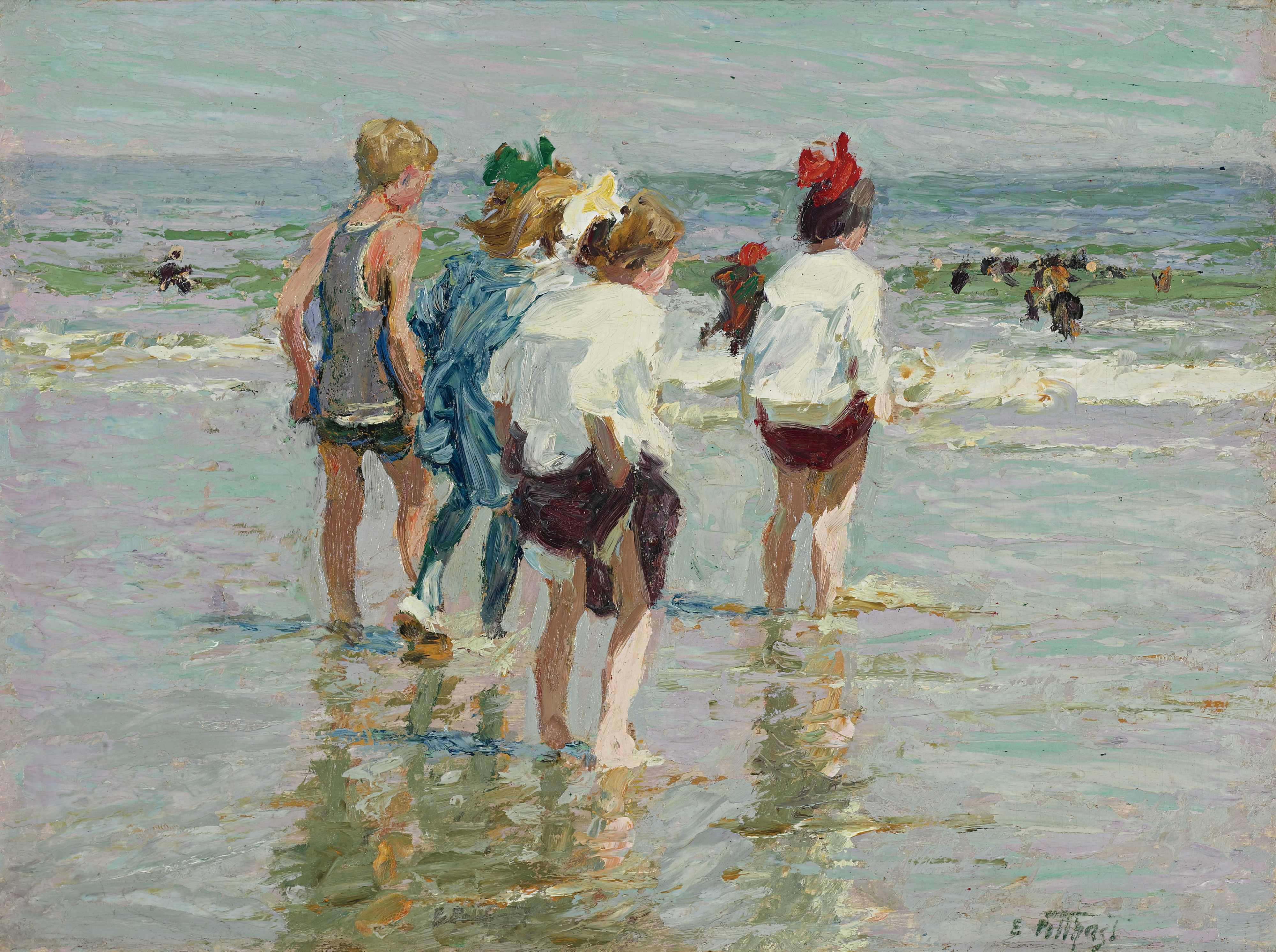
Summer day, Brighton Beach
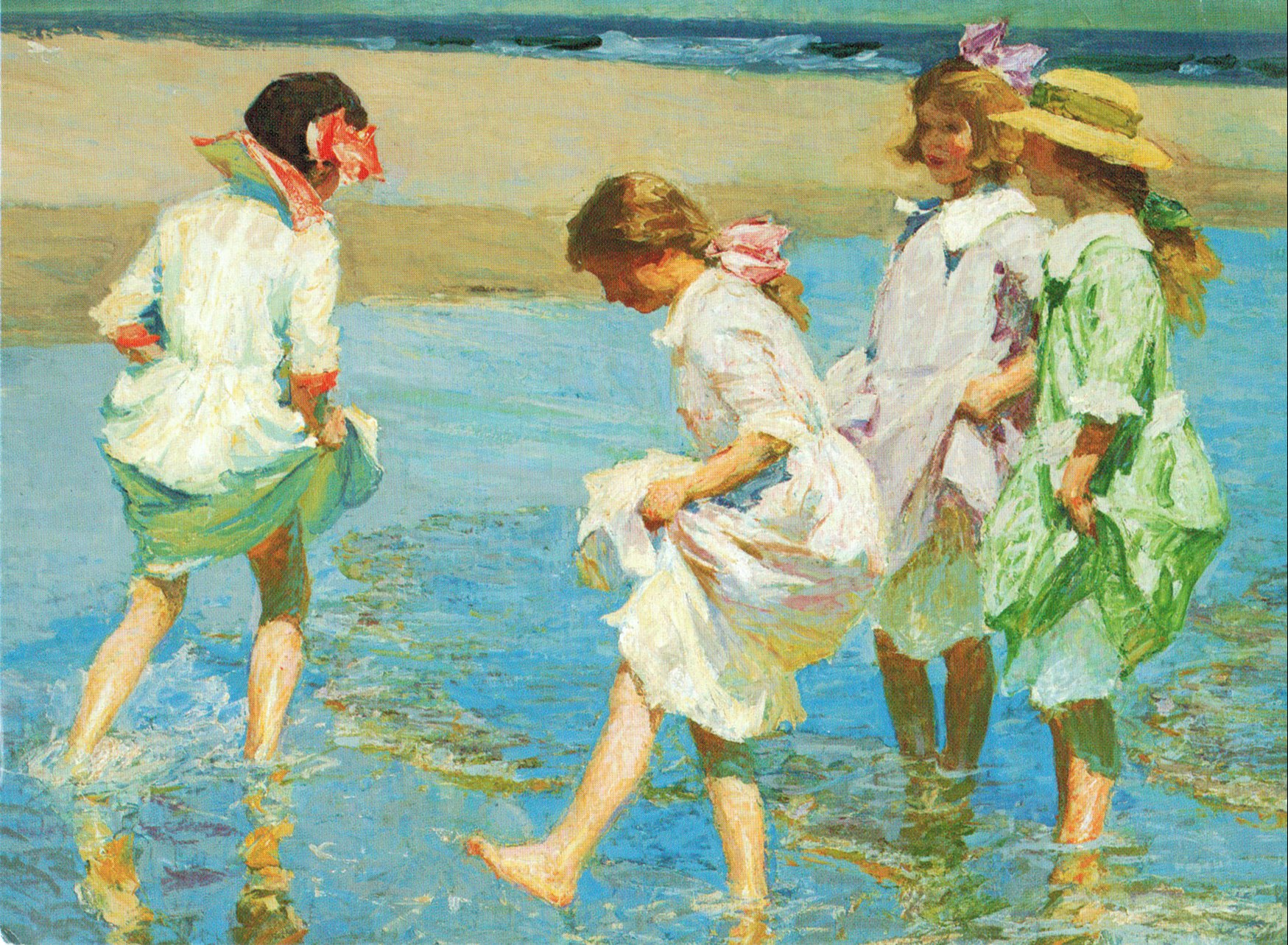
Girls on the beach
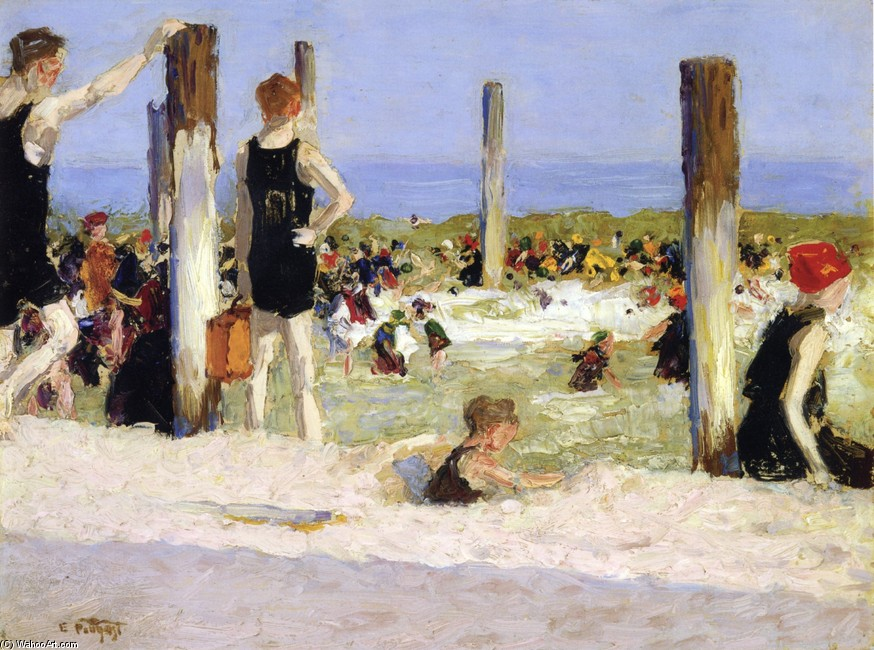
In dog days
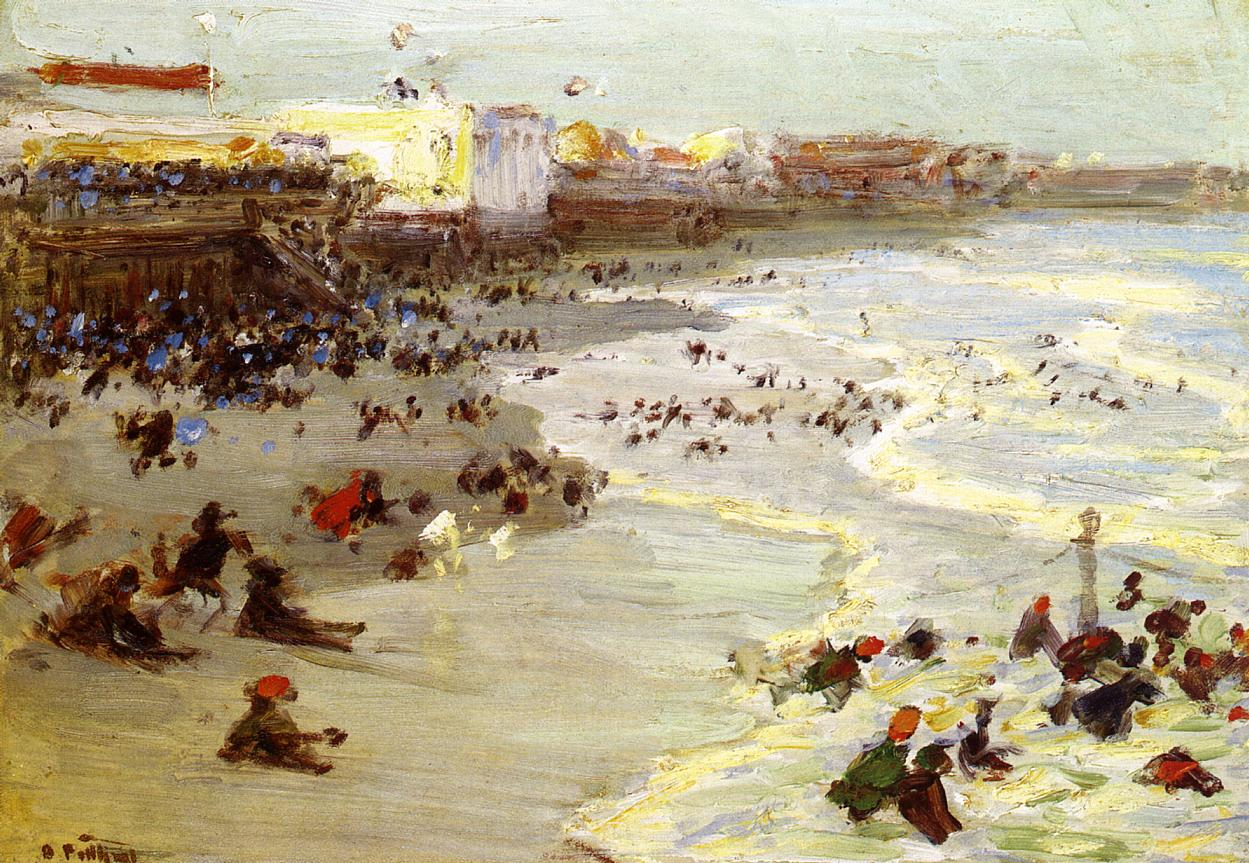
Coney Island